# Hans Riemann
Ne doit pas être confondu avec Hans Reimann (écrivain).
Hans Riemann, né le 16 avril 1899 à Gablenz et mort le 19 novembre 1992 est un archéologue classique allemand.

## Biographie
Après avoir étudié l'archéologie, la philologie et l'histoire de l'art à Tübingen, il défend le 25 juin 1934 sa thèse Zum griechischen Peripteraltempel: Seine Planidee und ihre Entwicklung bis zum Ende des 5. Jahrhunderts ; il est titulaire d'un doctorat puis d'une habilitation en 1934. Il travaille ensuite comme privat-docent d'abord à Tübingen, puis à partir de 1947 à Erlangen, avant d'être nommé, le 13 mai 1953, professeur hors cadre d'archéologie classique. Il est, après la retraite de Georg Lippold et jusqu'en décembre 1953, le représentant du président de l'université.
En mars 1954, il entame à l’université d’Erlangen une formation en bibliothéconomie, qu’il complète en 1955. Depuis décembre 1954, il est un membre régulier de l'institut archéologique allemand, en 1955 bibliothécaire du département de Rome de cet institut et en 1956 membre de son Conseil scientifique. Il prend sa retraite en 1965. De 1959 à 1969, il est rédacteur en chef des Roman Mitteilungen et de leurs suppléments.

## Publications
- Zum griechischen Peripteraltempel: Seine Planidee und ihre Entwicklung bis zum Ende des 5. Jahrhunderts. Düren 1935 (zugl. Dissertation, Frankfurt 1934).
- Die Skulpturen vom 5. Jahrhundert bis in römische Zeit. Kerameikos, Bd. 2. Berlin 1940.
- (de) « Studien zum dorischen Antentempel », Bonner Jahrbücher, no 161,‎ 1961, p. 183–200.
- (de) « Die Planung des ältesten sizilianischen Ringhallentempels », Mitteilungen des Deutschen Archäologischen Instituts, Römische Abteilung, no 71,‎ 1964, p. 19–59.
- (de) « Zum Olympieion von Syrakus », Mitteilungen des Deutschen Archäologischen Instituts, Römische Abteilung, no 71,‎ 1964, p. 229–237.
- (de) « Zur Grundrißinterpretation des Enneastylos von Poseidonia », Mitteilungen des Deutschen Archäologischen Instituts, Römische Abteilung, no 72,‎ 1965, p. 198–208.
- (de) « Beiträge zur römischen Topographie », Mitteilungen des Deutschen Archäologischen Instituts, Römische Abteilung, no 76,‎ 1969, p. 103–121.